# Lußberg
Lußberg ist ein Gemeindeteil der Gemeinde Breitbrunn im unterfränkischen Landkreis Haßberge in Bayern.

## Geografie
Das Kirchdorf liegt im südlichen Teil des Naturparks Haßberge. Östlich befindet sich der etwa 461 Meter hohe Lußberg und an dessen westlichem Rand der Veitenstein, ein etwa 15 Meter hoher, verwitterter Sandsteinfelsen mit einer großen Felsenhöhle. Die Lauter durchfließt den Ort und mündet bei Baunach in den Fluss Baunach, kurz bevor dieser in den Main mündet. Die Staatsstraße 2281 von Kirchlauter nach Lauter führt durch den Ort. Bamberg befindet sich etwa 20 Kilometer südöstlich von Lußberg.

## Geschichte
Die Deutung des Ortsnamens ist unklar. Eventuell beruht er auf dem Grundwort Los und geht auf ein Flurstück zurück, auf dem eine unter den Pflichtigen verloste Nutzungsabgabe an den Grundherrn ruhte. Funde bei der Veitensteinhöhle belegen, dass dort in der Jungsteinzeit Menschen lebten. Außerdem wurde auf dem Lußberg in einem Abfallhaufen einer ehemaligen Töpferei ein Bruchstück eines Spiels oder Schachbretts gefunden, das ins 13. Jahrhundert datiert wurde. Die Erstnennung war 1397, als Graf Johann von Truhendingen (Adelsgeschlecht) seine Güter in Lußberg an den Bamberger Bischof Lamprecht von Brunn veräußerte. 1398 erwarb der Graf von Truhendingen wieder seinen Anteil in „Lustberg“. 1507 gehörte „Luesberg“ zum Amt Baunach und 1509 besaßen die von Rotenhan Liegenschaften in „Luselberg“. Durch die Lage direkt an der Grenze zwischen den Hochstiften Bamberg und Würzburg gab es immer wieder Differenzen zwischen beiden Hochstiften.
Nach der Säkularisation kam Lußberg 1814/15 zum Landgericht Gleusdorf. 1862 wurde die Ruralgemeinde Lußberg, zum Landgericht Baunach gehörend, in das neu geschaffene bayerische Bezirksamt Ebern eingegliedert. Die Landgemeinde bestand aus fünf Orten, dem Kirchdorf, dem 1,5 Kilometer entfernten Weiler Kottendorf und den drei Einöden Doktorshof, Förstersgrund und Hasenmühle. Der Hauptort Lußberg zählte im Jahr 1871 172 Einwohner, die überwiegend katholisch waren und zur Pfarrei im 4,0 Kilometer entfernten Kirchlauter gehörten. Eine katholische Bekenntnisschule befand sich in Lußberg. 1900 hatte die 508,85 Hektar große Gemeinde 306 Einwohner, von denen 300 Katholiken waren, und 56 Wohngebäude. Der Hauptort zählte 178 Einwohner und 33 Wohngebäude. 1925 lebten in Lußberg 184 Personen, die alle katholisch waren, in 32 Wohngebäuden.
1950 hatte das Kirchdorf 200 Einwohner und 32 Wohngebäude. Es gehörte zur evangelischen Pfarrei in Gleisenau. Im Jahr 1961 zählte Lußberg 183 Einwohner und 32 Wohngebäude. 1970 waren es 180 und 1987 158 Einwohner sowie 35 Wohngebäude mit 45 Wohnungen.
Am 1. Juli 1972 erfolgte im Rahmen der Gebietsreform in Bayern die Auflösung des Landkreises Ebern. Lußberg kam zum Haßberg-Kreis. Am 1. Januar 1978 wurde Lußberg nach Breitbrunn eingegliedert. 2012 wurde anlässlich des Abschlusses der Flurbereinigung das Denkmal Veitensteinhöhle mit Querkeln der Schweinfurter Künstlerin Steff Bauer aufgestellt.

## Baudenkmäler

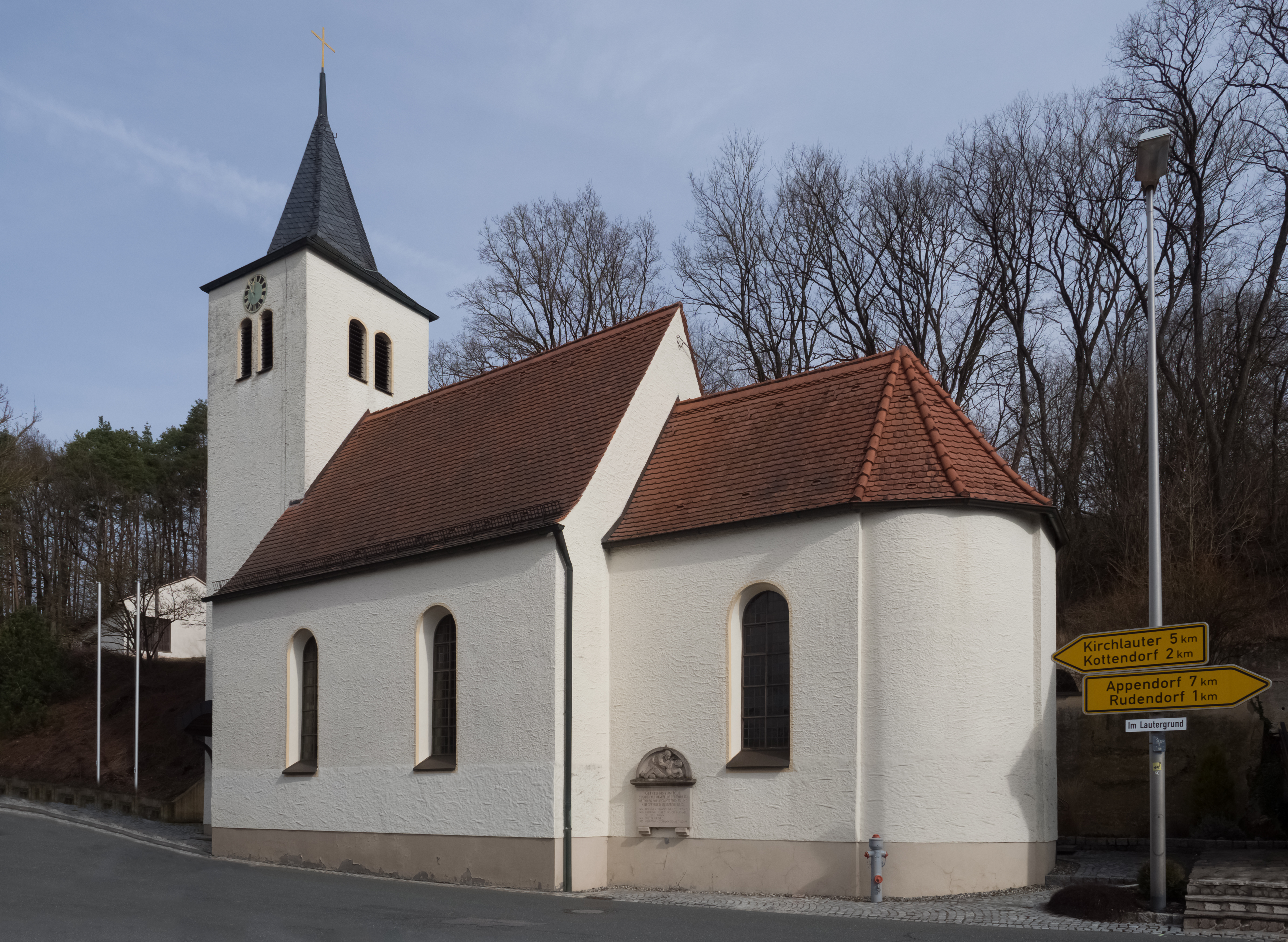
Katholische Filialkirche St. Ägidius

Die katholische Kirche St. Ägidius geht zurück auf eine Maria-Schmerz-Kapelle, die zwischen 1721 und 1737 aufgrund einer Privatstiftung errichtet wurde. 1805/1806 folgte der Bau eines höheren  Langhauses mit einem Dachreiter an den kleinen, polygonalen Chor. 1954 wurde das Gotteshaus bis auf die Grundmauern abgebrochen und mit einem Turm an der Nordseite und einer Sakristei an der östlichen Hangseite nach den Plänen von Alfons Karl aus Regensburg neu errichtet. Drei neue Glocken wurden 1963 aufgehängt. Von 1978 bis 1981 und 2004 folgten Sanierungen sowie eine Neugestaltung des Chorraumes. St. Ägidius ist eine Filialkirche der Pfarrei Kirchlauter.
Die Marienkapelle wurde 2004 von Manfred Wolf geplant und errichtet. Am 31. Mai 2005 folgte die Segnung. Die Glocke wurde 1806 in Regensburg gegossen und stammt aus St. Ägidius. 2013 wurde die Kapelle durch einen Brand beschädigt und anschließend saniert.